# Olympische Sommerspiele 1948/Teilnehmer (Kanada)
| Gelbes Symbol für Goldmedaillen mit stilisierten Olympischen Ringen | Graues Symbol für Silbermedaillen mit stilisierten Olympischen Ringen | Braundes Symbol für Bronzemedaillen mit stilisierten Olympischen Ringen |
| ------------------------------------------------------------------- | --------------------------------------------------------------------- | ----------------------------------------------------------------------- |
| —                                                                   | 1                                                                     | 2                                                                       |

Kanada nahm an den Olympischen Sommerspielen 1948 in London mit einer Delegation von 127 Athleten (106 Männer und 21 Frauen) an 83 Wettkämpfen in 13 Wettbewerben teil. Es war Kanadas zehnte Teilnahme an Olympischen Sommerspielen.
Die kanadischen Sportler gewannen eine Silber- und zwei Bronzemedaillen. Damit belegte Kanada im Medaillenspiegel den zehnten Platz. Nach 1924 waren es die zweiten Spiele, bei denen Kanada kein Olympiasieg gelang. Die Silbermedaille sicherte sich der Kanute Douglas Bennett im Einer-Canadier über 1000 Meter, Bronze gewannen der Kanute Norman Lane im Einer-Canadier über 10.000 Meter und die Leichtathletinnen Viola Myers, Nancy Mackay, Diane Foster und Patricia Jones in der 4-mal-100-Meter-Staffel. Fahnenträger bei der Eröffnungsfeier war der Leichtathlet Bob McFarlane.

## Teilnehmer nach Sportarten

### Basketball
- 9. Platz
Bennie Lands
Doodie Bloomfield
David Campbell
Nev Munro
Harry Kermode
Reid Mitchell
Mendy Morein
Murray Waxman
Ole Bakken
Patrick McGeer
Robert Scarr
Cy Strulovitch
Sol Tolchinsky
William Bell

### Boxen
- Joey Sandulo
Fliegengewicht: in der 1. Runde ausgeschieden

- Fred Daigle
Bantamgewicht: in der 1. Runde ausgeschieden

- Armand Savoie
Federgewicht: im Viertelfinale ausgeschieden

- Eddie Haddad
Leichtgewicht: im Viertelfinale ausgeschieden

- Clifford Blackburn
Weltergewicht: im Achtelfinale ausgeschieden

- Jack Keenan
Mittelgewicht: in der 1. Runde ausgeschieden

- Adam Faul
Schwergewicht: im Viertelfinale ausgeschieden

### Fechten
Männer
- Georges Pouliot
Florett: in der 1. Runde ausgeschieden
Degen: in der 1. Runde ausgeschieden
Degen Mannschaft: in der 1. Runde ausgeschieden
Säbel Mannschaft: in der 1. Runde ausgeschieden

- Alf Horn
Florett: in der 1. Runde ausgeschieden
Degen: im Viertelfinale ausgeschieden
Degen Mannschaft: in der 1. Runde ausgeschieden
Säbel Mannschaft: in der 1. Runde ausgeschieden

- Roland Asselin
Florett: in der 1. Runde ausgeschieden
Degen: im Viertelfinale ausgeschieden
Säbel: in der 1. Runde ausgeschieden
Degen Mannschaft: in der 1. Runde ausgeschieden
Säbel Mannschaft: in der 1. Runde ausgeschieden

- Robert Desjarlais
Florett Mannschaft: im Viertelfinale ausgeschieden
Degen Mannschaft: in der 1. Runde ausgeschieden
Säbel Mannschaft: in der 1. Runde ausgeschieden

Frauen
- Rhoda Martin
Florett: in der 1. Runde ausgeschieden

- Betty Hamilton
Florett: in der 1. Runde ausgeschieden

### Gewichtheben
- Rosaire Smith
Bantamgewicht: 7. Platz

- John Stuart
Leichtgewicht: 5. Platz

- Gerry Gratton
Mittelgewicht: 5. Platz

- Joe Sklar
Mittelgewicht: 10. Platz

- Jack Varaleau
Halbschwergewicht: 6. Platz

### Kanu
Männer
- George Covey
Zweier-Kajak 1000 m: 7. Platz
Zweier-Kajak 10.000 m: 14. Platz

- Henry Harper
Zweier-Kajak 1000 m: 7. Platz
Zweier-Kajak 10.000 m: 14. Platz

- Douglas Bennett
Einer-Canadier 1000 m: Silber 
Zweier-Canadier 1000 m: 4. Platz

- Norman Lane
Einer-Canadier 10.000 m: Bronze

- Harry Poulton
Zweier-Canadier 1000 m: 4. Platz

- Bert Oldershaw
Zweier-Canadier 10.000 m: 5. Platz

- William Stevenson
Zweier-Canadier 10.000 m: 5. Platz

### Kunstwettbewerbe
- Geraldine Wright
- Abraham Sprachman
- Harry Somers
- Bettina Somers
- Clermont Pépin
- Barbara Pentland
- Robert Norgate
- Robert Morris
- Oskar Morawetz
- Tait McKenzie
- Vera Mathew-Irving
- Ferdinand Marani
- Yvon Lalande
- Sybil Kennedy
- Harold Kaplan
- Doris Hedges
- Rodolphe Dubé
- Jean Coulthard Adams
- Alexander Brott
- Fritz Brandtner
- Gérard Bessette
- Lucien Bernier
- John Weinzweig

### Leichtathletik
Männer
- Edward Haggis
100 m: im Viertelfinale ausgeschieden
200 m: im Viertelfinale ausgeschieden
4-mal-100-Meter-Staffel: 5. Platz

- James O’Brien
100 m: im Viertelfinale ausgeschieden
4-mal-100-Meter-Staffel: 5. Platz

- Donald Pettie
200 m: im Vorlauf ausgeschieden
4-mal-100-Meter-Staffel: 5. Platz

- Bob McFarlane
400 m: im Halbfinale ausgeschieden
4-mal-400-Meter-Staffel: im Vorlauf ausgeschieden

- Ernie McCullough
400 m: im Viertelfinale ausgeschieden
4-mal-400-Meter-Staffel: im Vorlauf ausgeschieden

- Don McFarlane
400 m: im Vorlauf ausgeschieden
4-mal-100-Meter-Staffel: 5. Platz
4-mal-400-Meter-Staffel: im Vorlauf ausgeschieden

- Jack Hutchins
800 m: im Halbfinale ausgeschieden
1500 m: im Vorlauf ausgeschieden

- Ezra Henniger
800 m: im Vorlauf ausgeschieden

- Bill Parnell
800 m: im Vorlauf ausgeschieden
1500 m: im Vorlauf ausgeschieden

- Cliff Salmond
1500 m: im Vorlauf ausgeschieden
5000 m: im Vorlauf ausgeschieden

- Lloyd Evans
Marathon: 16. Platz

- Gérard Côté
Marathon: 17. Platz

- Walter Fedorick
Marathon: 23. Platz

- Bill LaRochelle
400 m Hürden: im Vorlauf ausgeschieden
4-mal-400-Meter-Staffel: im Vorlauf ausgeschieden

- Arthur Jackes
Hochsprung: 6. Platz

- Eric Coy
Kugelstoßen: ohne gültige Weite
Diskuswurf: 23. Platz

- Leo Roininen
Speerwurf: 20. Platz

- Lionel Fournier
Zehnkampf: 25. Platz

Frauen
- Viola Myers
100 m: 4. Platz
4-mal-100-Meter-Staffel: Bronze

- Patricia Jones
100 m: 5. Platz
4-mal-100-Meter-Staffel: Bronze

- Millie Cheater
100 m: im Vorlauf ausgeschieden
200 m: im Vorlauf ausgeschieden

- Diane Foster
200 m: im Vorlauf ausgeschieden
4-mal-100-Meter-Staffel: Bronze

- Donna Gilmore
200 m: im Vorlauf ausgeschieden

- Nancy Mackay
4-mal-100-Meter-Staffel: Bronze

- Doreen Dredge
Hochsprung: 4. Platz

- Shirley Gordon
Hochsprung: 11. Platz

- Elaine Silburn
Hochsprung: 19. Platz
Weitsprung: 16. Platz

### Radsport
- Lorne Atkinson
Straßenrennen: Rennen nicht beendet
Straßenrennen Mannschaftswertung: Rennen nicht beendet
Bahn 1000 m Zeitfahren: 15. Platz
Bahn 4000 m Mannschaftsverfolgung: in der 2. Runde ausgeschieden

- Florent Jodoin
Straßenrennen: Rennen nicht beendet
Straßenrennen Mannschaftswertung: Rennen nicht beendet

- Lance Pugh
Straßenrennen: Rennen nicht beendet
Straßenrennen Mannschaftswertung: Rennen nicht beendet
Bahn 4000 m Mannschaftsverfolgung: in der 2. Runde ausgeschieden

- Laurent Tessier
Straßenrennen: Rennen nicht beendet
Straßenrennen Mannschaftswertung: Rennen nicht beendet
Bahn 4000 m Mannschaftsverfolgung: in der 2. Runde ausgeschieden

- Bob Lacourse
Bahn Sprint: in der 3. Runde ausgeschieden

- William Hamilton
Bahn 4000 m Mannschaftsverfolgung: in der 2. Runde ausgeschieden

### Ringen
- Norman May
Bantamgewicht, Freistil: in der 2. Runde ausgeschieden

- Mario Crete
Federgewicht, Freistil: in der 2. Runde ausgeschieden

- Morgan Plumb
Leichtgewicht, Freistil: in der 3. Runde ausgeschieden

- Harry Peace
Weltergewicht, Freistil: in der 3. Runde ausgeschieden

- Maurice Vachon
Mittelgewicht, Freistil: in der 3. Runde ausgeschieden

- Fernand Payette
Halbschwergewicht, Freistil: 4. Platz

### Rudern
- Gabriel Beaudry
Doppel-Zweier: im Viertelfinale ausgeschieden

- Fred Graves
Doppel-Zweier: im Viertelfinale ausgeschieden

- Peter Green
Achter mit Steuermann: im Halbfinale ausgeschieden

- Robert Christmas
Achter mit Steuermann: im Halbfinale ausgeschieden

- Art Griffiths
Achter mit Steuermann: im Halbfinale ausgeschieden

- Alfred Stefani
Achter mit Steuermann: im Halbfinale ausgeschieden

- Marvin Hammond
Achter mit Steuermann: im Halbfinale ausgeschieden

- Jack Zwierewich
Achter mit Steuermann: im Halbfinale ausgeschieden

- Bill McConnell
Achter mit Steuermann: im Halbfinale ausgeschieden

- Ron Cameron
Achter mit Steuermann: im Halbfinale ausgeschieden

- Walt Robertson
Achter mit Steuermann: im Halbfinale ausgeschieden

### Schwimmen
Männer
- Peter Salmon
100 m Freistil: im Vorlauf ausgeschieden
200 m Brust: im Vorlauf ausgeschieden
4-mal-200-Meter-Freistil-Staffel: im Vorlauf ausgeschieden

- Eric Jubb
100 m Freistil: im Vorlauf ausgeschieden
100 m Rücken: im Vorlauf ausgeschieden
4-mal-200-Meter-Freistil-Staffel: im Vorlauf ausgeschieden

- Doug Gibson
400 m Freistil: im Vorlauf ausgeschieden
1500 m Freistil: im Vorlauf ausgeschieden
4-mal-200-Meter-Freistil-Staffel: im Vorlauf ausgeschieden

- Allen Gilchrist
400 m Freistil: im Vorlauf ausgeschieden
1500 m Freistil: im Vorlauf ausgeschieden
4-mal-200-Meter-Freistil-Staffel: im Vorlauf ausgeschieden

- Peter Mingie
100 m Rücken: im Vorlauf ausgeschieden

Frauen
- Kay McNamee
100 m Freistil: im Vorlauf ausgeschieden
400 m Freistil: im Vorlauf ausgeschieden
4-mal-100-Meter-Freistil-Staffel: im Vorlauf ausgeschieden

- Joyce Court
100 m Rücken: im Vorlauf ausgeschieden
4-mal-100-Meter-Freistil-Staffel: im Vorlauf ausgeschieden

- Vivian King
400 m Freistil: im Halbfinale ausgeschieden
4-mal-100-Meter-Freistil-Staffel: im Vorlauf ausgeschieden

- Irene Strong
100 m Freistil: im Vorlauf ausgeschieden
200 m Brust: im Halbfinale ausgeschieden
4-mal-100-Meter-Freistil-Staffel: im Vorlauf ausgeschieden

### Segeln
- Paul McLaughlin
Firefly: 5. Platz

- Gerald Fairhead
Star: 8. Platz

- Norman Gooderham
Star: 8. Platz

- John Robertson
Swallow: 7. Platz

- Richard Townsend
Swallow: 7. Platz

### Wasserspringen
Männer
- George Athans
3 m Kunstspringen: 9. Platz
10 m Turmspringen: 8. Platz